# Casper Staring
Casper Staring (Barneveld, 1º febbraio 2001) è un calciatore olandese, difensore o centrocampista del NAC Breda.

## Caratteristiche tecniche
È un centrocampista difensivo che può giocare anche al centro della difesa.

## Carriera
Cresciuto nel settore giovanile del Twente, debutta in prima squadra il 27 ottobre 2020 in occasione dell'incontro di KNVB beker perso 3-1 contro il De Graafschap dove realizza anche la sua prima rete.

## Statistiche
Statistiche aggiornate al 3 aprile 2021.

### Presenze e reti nei club
| Stagione        | Squadra         | Campionato      | Campionato | Campionato | Coppe nazionali | Coppe nazionali | Coppe nazionali | Coppe continentali | Coppe continentali | Coppe continentali | Altre coppe | Altre coppe | Altre coppe | Totale | Totale | Totale |
| Stagione        | Squadra         | Comp            | Pres       | Reti       | Comp            | Pres            | Reti            | Comp               | Pres               | Reti               | Comp        | Pres        | Reti        | Pres   | Reti   |        |
| --------------- | --------------- | --------------- | ---------- | ---------- | --------------- | --------------- | --------------- | ------------------ | ------------------ | ------------------ | ----------- | ----------- | ----------- | ------ | ------ | ------ |
| 2020-2021       | Twente          | ED              | 4          | 0          | CO              | 1               | 1               |                    | -                  | -                  |             | -           | -           | 5      | 1      |        |
| Totale carriera | Totale carriera | Totale carriera | 4          | 0          |                 | 1               | 1               |                    | -                  | -                  |             | -           | -           | 5      | 1      |        |